# US Indoors 1978
Lo US Indoors 1978 è stato un torneo di tennis giocato sul sintetico indoor. È stata la 71ª edizione del torneo, che fa parte del WTA Tour 1978. Si è giocato a Bloomington negli USA dal 9 al 15 ottobre 1978.

## Campionesse

### Singolare
Chris Evert ha battuto in finale  Virginia Wade con il punteggio di 6–7, 6–2, 6–4

### Doppio
Kerry Melville Reid /  Wendy Turnbull hanno battuto in finale  Ilana Kloss /  Lesley Hunt con il punteggio di 6–3, 6–3